# Manuel Antonio Sanclemente
Manuel Antonio Sanclemente Sanclemente est un avocat et homme d'État colombien, né le 19 septembre 1813 à Buga et mort le 19 mars 1902 à Villeta. Il a été président de la République  entre 1898 et 1900.